# Herpetogramma phaeopteralis
Herpetogramma phaeopteralis là một loài bướm đêm trong họ Crambidae.